# Piratas del Caribe
Piratas del Caribe (en inglés: Pirates of the Caribbean) es el título de una franquicia cinematográfica de aventura fantástica y piratas, que cuenta con cinco películas estrenadas y una sexta en producción.
Los directores de las películas han sido: Gore Verbinski (1–3), Rob Marshall (4), y Joachim Rønning y Espen Sandberg (5). La saga fue escrita especialmente por Ted Elliott (1-4) y Terry Rossio (1–5), además de otros escritores tales como Stuart Beattie (1), Jay Wolpert (1) y Jeff Nathanson (5).
Las historias siguen las aventuras del Capitán Jack Sparrow (Johnny Depp), Will Turner (Orlando Bloom) y Elizabeth Swann (Keira Knightley). Los personajes Héctor Barbossa (Geoffrey Rush) y Joshamee Gibbs (Kevin McNally) siguen a Jack, Will y Elizabeth en el transcurso de las películas. La cuarta película cuenta con Philip Swift (Sam Claflin) y Syrena (Àstrid Bergès-Frisbey), mientras que la quinta película cuenta con Henry Turner (Brenton Thwaites) y Carina Smyth (Kaya Scodelario).
Esta saga de películas se basa libremente en mitos y leyendas de los mares, como el pirata Davy Jones y su tripulación fantasmal a bordo de El holandés errante, la mitología griega que incluye dioses como Poseidón, la ninfa Calipso, seres como el Kraken y las sirenas, brujería y la vida de los piratas de la época. Retrata libremente al Imperio británico, la Compañía de las Indias Orientales, el Imperio español y su relación con los piratas y corsarios.
La serie comenzó con su primer lanzamiento en la pantalla grande en 2003 con Pirates of the Caribbean: The Curse of the Black Pearl, que recibió críticas positivas de los críticos y recaudó 654 millones de dólares en todo el mundo, convirtiéndose en un éxito total. Después de la primera película, Walt Disney Pictures reveló que preparaba una trilogía. La segunda película de la franquicia, bajo el título de Pirates of the Caribbean: Dead Man's Chest, fue lanzada tres años después. La secuela resultó exitosa, rompiendo récords de taquilla en todo el mundo el día de su estreno. El cofre del hombre muerto, como fue llamada en español, terminó siendo la película más taquillera de 2006, tras ganar 1.400 millones de dólares a nivel mundial. La tercera película de la serie, con el subtítulo En el fin del mundo, siguió en 2007 rompiendo récords el día de su estreno. Disney lanzó una cuarta película, Pirates of the Caribbean: On Stranger Tides, en 2011 en 2D convencional, Digital 3-D e IMAX 3D. On Stranger Tides logró también recaudar más de mil millones de dólares, convirtiéndose en la segunda película de la franquicia en lograrlo.
En 2015, Disney inició la filmación de la quinta parte de la franquicia, la cual se estrenó en 2017 bajo el título de Piratas del Caribe: La venganza de Salazar, teniendo como fecha de estreno mundial el 26 de mayo.

## Películas
| N.º | Título original                                        | Título en España                                   | Título en Hispanoamérica                           |
| --- | ------------------------------------------------------ | -------------------------------------------------- | -------------------------------------------------- |
| 1   | Pirates of the Caribbean: The Curse of the Black Pearl | Piratas del Caribe: La maldición de la Perla Negra | Piratas del Caribe: La maldición del Perla Negra   |
| 2   | Pirates of the Caribbean: Dead Man's Chest             | Piratas del Caribe: El cofre del Hombre Muerto     | Piratas del Caribe: El cofre de la Muerte          |
| 3   | Pirates of the Caribbean: At World's End               | Piratas del Caribe: En el fin del mundo            | Piratas del Caribe: En el fin del mundo            |
| 4   | Pirates of the Caribbean: On Stranger Tides            | Piratas del Caribe: En mareas misteriosas          | Piratas del Caribe: Navegando en Aguas Misteriosas |
| 5   | Pirates of the Caribbean: Dead Men Tell No Tales       | Piratas del Caribe: La venganza de Salazar         | Piratas del Caribe: La venganza de Salazar         |

### Pirates of the Caribbean: The Curse of the Black Pearl(2003)

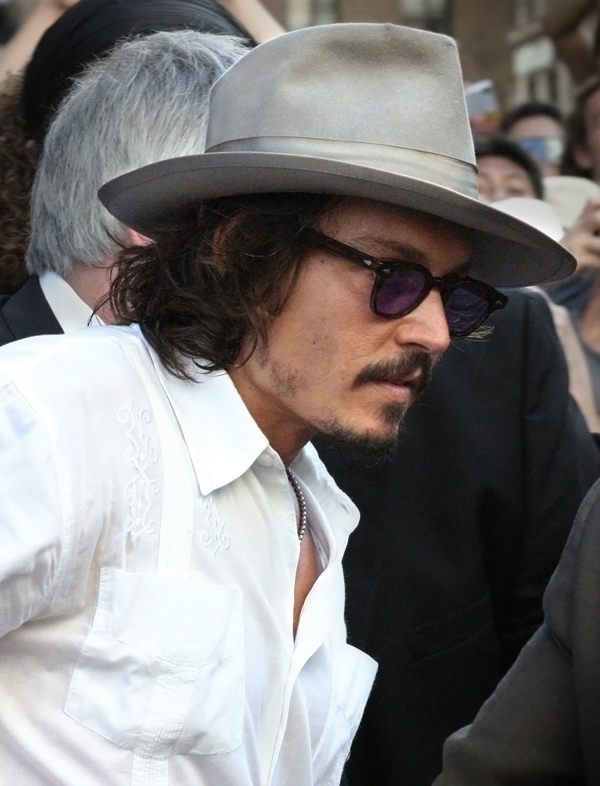
Johnny Depp, actor que interpreta a Jack Sparrow.

La trama gira en torno a Elizabeth Swann (Keira Knightley), una joven aristócrata que además es hija del gobernador de la ciudad caribeña de Port Royal, Weatherby Swann, quien trata de casarla con el capitán James Norrington. Sin embargo, ella está enamorada en secreto de su amigo de la infancia, el herrero Will Turner, quien no permitirá que Norrington la despose.
En el transcurso, unos piratas atacan la colonia en la que vive y secuestran a la joven con el propósito de quitarle un medallón que les ayudará a romper con la eterna maldición a la que han sido condenados por robar un tesoro maldito. Desesperado, Turner acude al capitán Jack Sparrow, pirata al que desprecia, pero que le será pieza clave para encontrar el barco donde se encuentra la damisela.
Sin embargo, tanto Sparrow como Turner se enfrentarán durante su travesía oceánica a la enorme tripulación maldita del que curiosamente fuera en un pasado el barco capitaneado por Sparrow.

### Pirates of the Caribbean: Dead Man's Chest(2006)
Piratas del Caribe: El cofre del hombre muerto o El cofre de la muerte, en España e Hispanoamérica, respectivamente, es la segunda parte de la pentalogia fílmica. El capitán Jack Sparrow (Johnny Depp) está de regreso con su espíritu rebelde y una deuda de sangre que deberá pagar: él debe su alma al legendario capitán Davy Jones (Bill Nighy), el amo fantasmal de las profundidades del océano.
En esta ocasión, Will Turner (Orlando Bloom), Elizabeth Swann (Keira Knightley) y el ex comodoro James Norrington (Jack Davenport) navegan a un turbulento torbellino de desventuras, incitados por Jack y su carrera por salvarse de una condena eterna en los dominios de Jones, consiguiendo el legendario Cofre del Hombre Muerto.

### Piratas del Caribe: En el fin del mundo(2007)

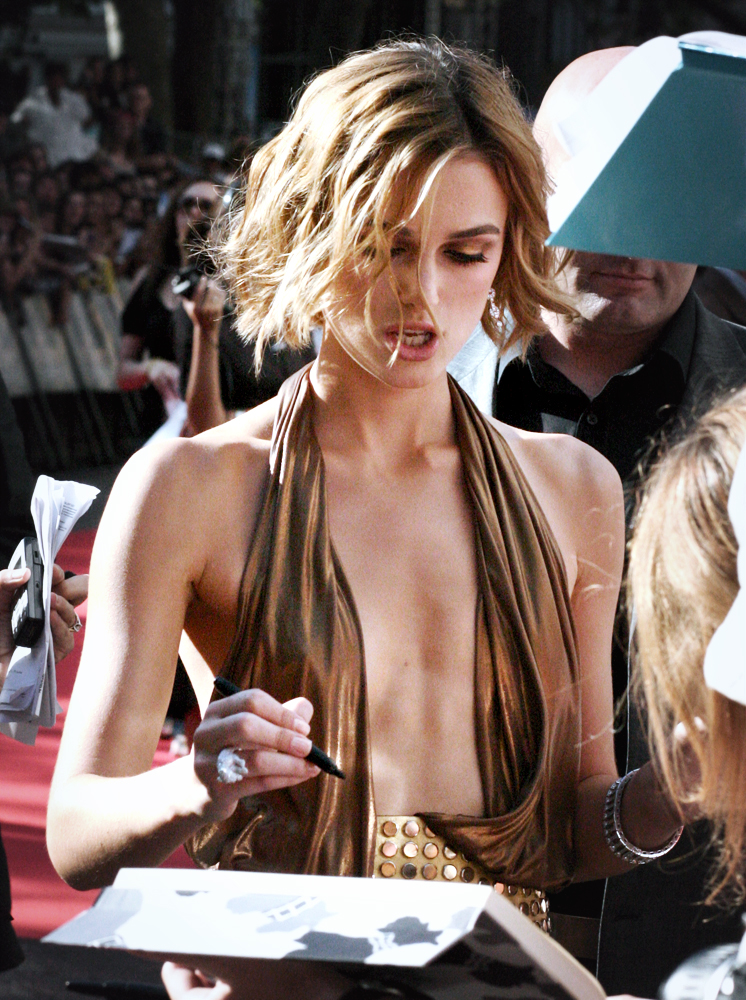
Keira Knightley en la presentación en Londres de Piratas del Caribe: El cofre del hombre muerto.

En esta entrega, Will (Orlando Bloom) y Elizabeth (Keira Knightley) han decidido hacer lo imposible por rescatar a Jack Sparrow (Johnny Depp), dado que Elizabeth lo deja a la merced del Kraken, y, para ello se une en alianza con Barbossa y su tripulación, quienes emprenden una gran travesía con destino al fin del mundo.
Mientras tanto, El Holandés Errante es controlado por la Compañía Británica de las Indias Orientales.
Durante su travesía, Barbossa, Turner y Swann llegan a su destino: Singapur, donde se encuentran con el misterioso pirata chino Sao Feng, uno de los nueve señores de la piratería. Deben reunir a la hermandad pirata para así liberar a Calypso, una diosa atrapada en el cuerpo mortal de Tía Dalma, para que dirija los océanos y mantenga el orden.
Más allá de los confines de la Tierra, cada uno de los piratas deberá elegir a qué bando pertenecer para enfrentarse en una titánica batalla final y vencer a Davy Jones y su tripulación - ya que no solo sus vidas y sus destinos están en verdadero peligro, sino que además está en riesgo la forma de vida de cualquier bucanero, sinónimo de libertad

### Pirates of the Caribbean: On Stranger Tides(2011)
El Capitán Jack Sparrow se cruza con una mujer de su pasado, llamada Angélica (Penélope Cruz) (hija del temido en todos los tiempos Barbanegra, el más malvado de todos los piratas juntos), de la que no está seguro si siente amor por ella o si solo es una estafadora despiadada que le está utilizando para encontrar la legendaria Fuente de la Juventud e intentar salvar de la muerte a su querido padre. Cuando ella le obliga a abordar el Queen Anne's Revenge (Venganza de la reina Ana), capitaneado por Barbanegra (Ian McShane), mediante mentiras y golpes, Jack se encontrará en una graciosa aventura en la que no sabe a quién temer más: al temible Barbanegra o a la mujer de su pasado.
Jack se unirá con Barbossa para poder obtener dos de los elementos necesarios para el ritual de la Fuente de la Juventud y por otra parte con Barbanegra que, junto con su tripulación macabra, se apoderará de una sirena que se enamora de un predicador.
En los últimos minutos de la cinta, Jack abandona a Angélica en una isla del Caribe, esperando ser salvada por algún comerciante puesto que la isla es una vía de comercio.
En esta obra se aprecia el infortunio de Barbanegra y el amor de Jack hacia Angélica, y no se puede pasar por alto el encuentro de Jack con su Perla Negra en miniatura gracias al Contramaestre Gibbs, quien también recupera una flota completa; por su parte, Barbossa traiciona a la Corona Inglesa y toma posesión del Venganza de la Reina Ana. La fuente de la Juventud se ve destruida a manos de los españoles, que quieren dar fin a rituales paganos. Todo lo anterior parece indicar que en una posible siguiente aparición en la pantalla grande del Capitán Jack Sparrow, éste y su tripulación darán "vida" de nuevo al Perla Negra y a la flota recuperada por Gibbs.

### Piratas del Caribe: La venganza de Salazar(2017)
Esta última película fue estrenada el 11 de mayo de 2017 en Shanghái. La aventura encuentra al Capitán Jack Sparrow pasando por una mala racha, con la sensación de que los vientos de la mala fortuna soplan fuertemente en su dirección cuando los letales marineros fantasmas, liderados por el aterrador Capitán Armando Salazar (Javier Bardem), se escapan del Triángulo del Diablo empeñados en matar a todos los piratas del mar, y en particular a Jack. La única esperanza que tiene Jack de sobrevivir yace en el legendario Tridente de Poseidón, pero para encontrarlo debe formar una incómoda alianza con Carina Smyth (Kaya Scodelario), una brillante y hermosa astrónoma, y con Henry Turner (Brenton Thwaites), un joven y decidido marinero de la Marina Real, hijo de Will Turner (Orlando Bloom) y Elizabeth Swann (Keira Knightley). Al timón del Dying Gull, su lastimoso barquito gastado, el Capitán Jack procura no solo revertir su reciente aluvión de mala fortuna, sino también salvar su vida del enemigo más formidable y maligno al que se haya enfrentado. Finalmente, Will y Elizabeth se reencuentran una vez más y continúan con su vida amorosa de nuevo.

### Sexta película (TBA)
Poco antes del estreno de En mareas misteriosas, se informó que Disney estaba planeando filmar la quinta y la sexta película como producciones consecutivas, Aunque finalmente solo se desarrolló la quinta entrega, en marzo de 2017, el director Joachim Rønning declaró que La venganza de Salazar era solo el comienzo de la aventura final, confirmando que no sería la última película de la saga. Ese septiembre, el productor Jerry Bruckheimer indicó que otra película de Piratas del Caribe todavía estaba en desarrollo.
En octubre del mismo año, Kaya Scodelario declaró que había firmado un contrato para regresar para una sexta película. Se informó que Rønning iba a dirigir la película. En octubre de 2019, Disney anunció que Craig Mazin y Ted Elliott escribirían Piratas del Caribe 6. En mayo de 2020, Bruckheimer comentó que pronto estaría terminado el primer borrador del guion de la sexta película.
En febrero de 2023, Orlando Bloom había expresado interés en regresar a la franquicia. En marzo, Keira Knightley explicó a "Entertainment Tonight" por qué no regresaría a la franquicia Disney. "¿Qué hay de Elizabeth Swann?", bromeó Knightley cuando le preguntaron si volvería a unirse a la tripulación, comentando además que su personaje se fue "con un estilo brillante". Bruckheimer también seguía interesado en la posibilidad de traer de vuelta a Johnny Depp a la saga. En junio, se informó que Depp estaba abierto a regresar a la serie si el proyecto demostraba que valía la pena.
En agosto de 2023, Craig Mazin declaró que había presentado un guion de Piratas del Caribe a Disney, pero que solo se comprometería con él si podía trabajar con Ted Elliot; Mazin confirmó que su guion y el de Elliot fueron comprados por Disney, y también comentó que era "demasiado extraño", pero la huelga del Sindicato de Guionistas de Estados Unidos de 2023 había ralentizado el desarrollo de la sexta entrega.
En marzo de 2024, Jerry Bruckheimer declaró que la sexta película sería un reinicio. Posteriormente, el 20 de mayo de 2024, en una entrevista con Entertainment Weekly, Bruckheimer aclaró el estado de la serie. Confirmó que, además de que Elliott ya está escribiendo National Treasure 3, había dos películas de Piratas en desarrollo. La primera siendo un reinicio que planea producir con el guionista Jeff Nathanson, y la segunda la película con Margot Robbie, escrita por Christina Hodson. Afirmó que esperaba que ambas películas se hicieran y que Disney estaba receptivo a la película protagonizada por Robbie. Respecto al reinicio, confirmó que no seguirá a los personajes de las películas anteriores, pero que esperaba que Depp apareciera.
El 4 de diciembre de 2024, un artículo de Variety mencionó que Jerry Bruckheimer estaba desarrollando dos guiones separados, uno de los cuales presentaba a Johnny Depp.

## Cortometraje

### Tales of the Code: Wedlocked(2011)
El cortometraje sirve como precuela de The Curse of the Black Pearl, explicando por qué se vio hundirse el barco de Jack Sparrow, el Jolly Mon, al comienzo de toda la historia, y por qué Scarlett y Giselle estaban tan molestas con él.

## Atracción

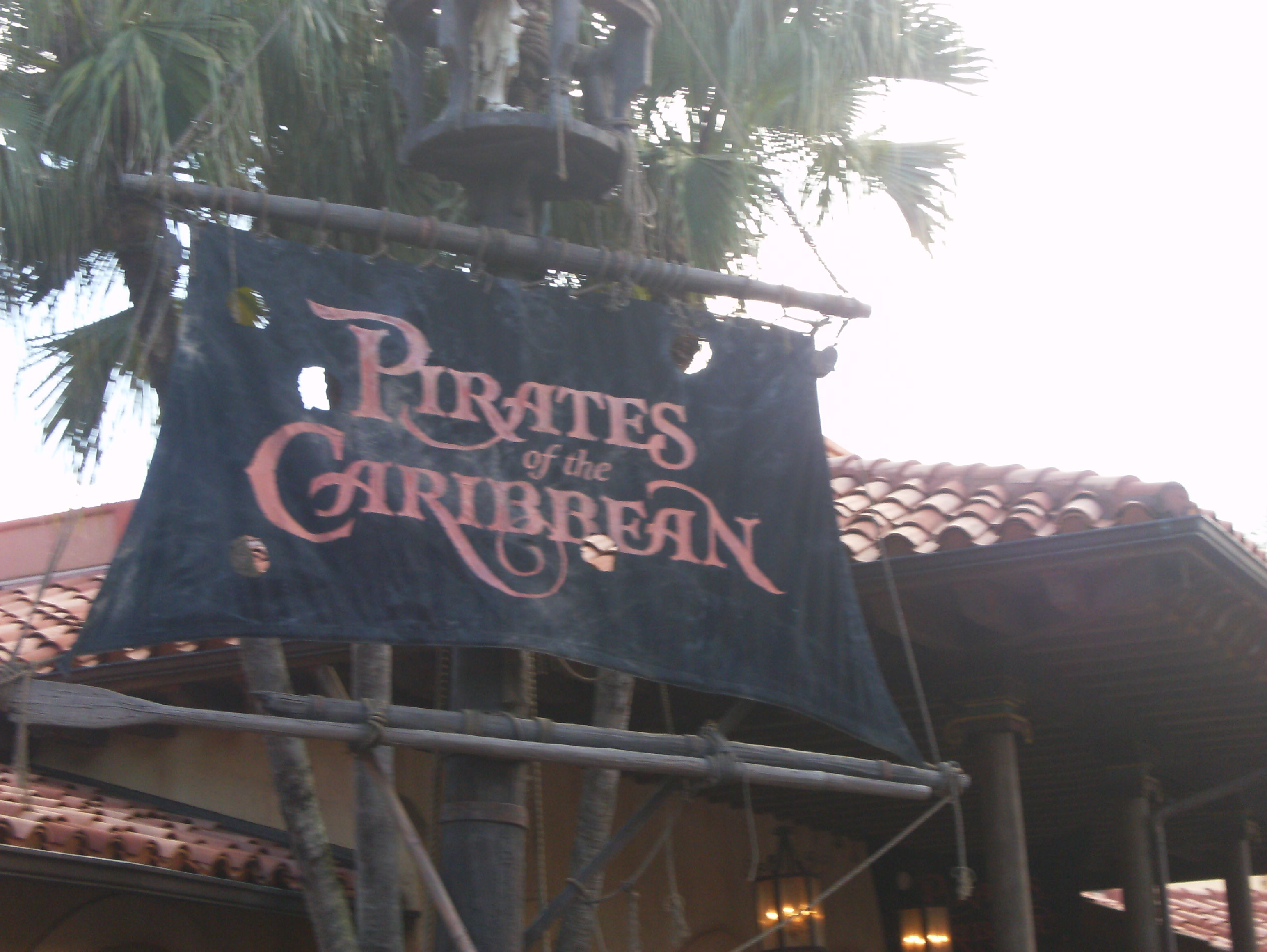
Atracción de Piratas del Caribe.

Originalmente concebida a mediados de los años 1950 como una atracción y museo de cera acerca de piratas históricos, Pirates of the Caribbean se transformó en un paseo en bote a través de un edificio con paisajes, decoraciones y robots alusivos a la temática original. El cambio de planes se suscitó después de la visita hecha por Walt Disney a la Feria Mundial de Nueva York de 1964, donde adquirió diversas tecnologías para sus parques temáticos. El ingeniero Marc Fraser Davis fue uno de los que se encargó de fusionar la temática histórica con una serie de sketches con la finalidad de hacer la atracción más divertida. Sus colaboraciones pueden observarse todavía en algunos segmentos del recorrido, incluso después de las renovaciones de las que la atracción ha sido objeto. Los nuevos diseños consistieron en un recorrido en bote por corrientes artificiales de agua, simulando una travesía al interior de un imaginario paisaje pirata, donde se apreciarían los hábitos, aspecto y costumbres cotidianas en la vida de un pirata. En adición a las cómicas presentaciones hechas por Marc Davis, el trayecto estaría finalmente acompañado de avanzados robots animatrónicos y audio, los cuales brindarían una experiencia más realista al paseo, con la inclusión de personajes inspirados en las fábulas piratas a nivel regional. Decidieron agregar también una canción representativa a la atracción, "Yo-Ho (A Pirate Life for Me/Una vida de pirata para mí)".
El 18 de marzo de 1967, la atracción fue inaugurada al público en general, convirtiéndose en el proyecto con el mayor número de robots de entonces. Fue también la última atracción en cuyo diseño estuvo involucrado Disney antes de fallecer, y terminó ubicada en el área temática de New Orleans Square, radicada en el interior del parque. Su popularidad fue aumentando tras la introducción de atracciones semejantes en los futuros parques de Tokio Disneyland y Disneyland París; sin embargo, la primera adaptación fílmica con las interpretaciones estelares de Johnny Depp y Geoffrey Rush en 2003 acrecentó la importancia de la atracción dentro de la franquicia Disney. Tras el lanzamiento de Pirates of the Caribbean: Dead Man's Chest en 2006, la atracción fue clausurada brevemente para ser modificada acorde a los personajes y argumentos incluidos en ambas películas, siendo reinaugurada tiempo antes del lanzamiento mundial del segundo filme e incluyendo en su recorrido a personajes convertidos en clásicos para las audiencias, como por ejemplo Jack Sparrow y Davy Jones.

## Adaptaciones al cine
| Año  | Título                                                 | Director                         |
| ---- | ------------------------------------------------------ | -------------------------------- |
| 2003 | Pirates of the Caribbean: The Curse of the Black Pearl | Gore Verbinski                   |
| 2006 | Pirates of the Caribbean: Dead Man's Chest             | Gore Verbinski                   |
| 2007 | Piratas del Caribe: en el fin del mundo                | Gore Verbinski                   |
| 2011 | Pirates of the Caribbean: On Stranger Tides            | Rob Marshall                     |
| 2017 | Piratas del Caribe: La venganza de Salazar             | Joachim Rønning y Espen Sandberg |

## Planteamiento y redacción
A principios de la década de los años 90, los escritores Ted Elliott y Terry Rossio comenzaron el planteamiento para redactar un nuevo guion basado directamente en la atracción denominada Pirates of the Caribbean, situada en el interior de Disneyland. Los primeros bocetos escritos daban el rol protagónico a Will Turner, mientras que los piratas restantes buscaban simplemente un tesoro.
Steven Spielberg mostró cierto interés en filmar el futuro proyecto al seleccionar a Bill Murray, Robin Williams e incluso Steve Martin como posibles candidatos para interpretar al personaje Jack Sparrow, al hacer el casting. Sin embargo, Walt Disney Pictures rechazó la realización de la película, a causa del entonces recién estreno de Los Muppets y la Isla del tesoro, cuya línea histórica también estaba basada en la piratería y búsqueda de tesoros.

## Personajes principales y equipo realizador

### Personajes
| Personajes principales    | Película                            | Película                  | Película                  | Película                 | Película                      |
| Personajes principales    | The Curse of the Black Pearl (2003) | Dead Man's Chest (2006)   | At World's End (2007)     | On Stranger Tides (2011) | Dead Men Tell No Tales (2017) |
| ------------------------- | ----------------------------------- | ------------------------- | ------------------------- | ------------------------ | ----------------------------- |
| Jack Sparrow              | Johnny Depp                         | Johnny Depp               | Johnny Depp               | Johnny Depp              | Johnny Depp                   |
| Will Turner               | Orlando Bloom                       | Orlando Bloom             | Orlando Bloom             |                          | Orlando Bloom                 |
| Elizabeth Swann           | Keira Knightley                     | Keira Knightley           | Keira Knightley           |                          | Keira Knightley               |
| Hector Barbossa           | Geoffrey Rush                       | Geoffrey Rush             | Geoffrey Rush             | Geoffrey Rush            | Geoffrey Rush                 |
| Joshamee Gibbs            | Kevin McNally                       | Kevin McNally             | Kevin McNally             | Kevin McNally            | Kevin McNally                 |
| James Norrington          | Jack Davenport                      | Jack Davenport            | Jack Davenport            |                          |                               |
| Weatherby Swann           | Jonathan Pryce                      | Jonathan Pryce            | Jonathan Pryce            |                          |                               |
| Pintel                    | Lee Arenberg                        | Lee Arenberg              | Lee Arenberg              |                          |                               |
| Ragetti                   | Mackenzie Crook                     | Mackenzie Crook           | Mackenzie Crook           |                          |                               |
| Cotton                    | David Bailie                        | David Bailie              | David Bailie              |                          |                               |
| Marty                     | Martin Klebba                       | Martin Klebba             | Martin Klebba             |                          | Martin Klebba                 |
| Giselle                   | Vanessa Branch                      | Vanessa Branch            | Vanessa Branch            |                          |                               |
| Scarlett                  | Lauren Maher                        | Lauren Maher              | Lauren Maher              |                          |                               |
| Murtogg                   | Giles New                           |                           | Giles New                 |                          | Giles New                     |
| Mullroy                   | Angus Barnett                       |                           | Angus Barnett             |                          | Angus Barnett                 |
| Anamaria                  | Zoe Saldaña                         |                           |                           |                          |                               |
| Theodore Groves           | Greg Ellis                          |                           | Greg Ellis                | Greg Ellis               |                               |
| Gillette                  | Damian O'Hare                       |                           |                           | Damian O'Hare            |                               |
| Davy Jones                |                                     | Bill Nighy                | Bill Nighy                |                          |                               |
| Bill Turner «El Botas»    |                                     | Stellan Skarsgård         | Stellan Skarsgård         |                          |                               |
| Lord Cutler Beckett       |                                     | Tom Hollander             | Tom Hollander             |                          |                               |
| Tía Dalma Calypso         |                                     | Naomie Harris             | Naomie Harris             |                          |                               |
| Joseph Mercer             |                                     | David Schofield           | David Schofield           |                          |                               |
| Sao Feng                  |                                     |                           | Chow Yun-Fat              |                          |                               |
| Capitán Teague            |                                     |                           | Keith Richards            | Keith Richards           |                               |
| Angélica                  |                                     |                           |                           | Penélope Cruz            |                               |
| Edward Teach «Barbanegra» |                                     |                           |                           | Ian McShane              |                               |
| Philip Swift              |                                     |                           |                           | Sam Claflin              |                               |
| Syrena                    |                                     |                           |                           | Àstrid Bergès-Frisbey    |                               |
| Scrum                     |                                     |                           |                           | Stephen Graham           | Stephen Graham                |
| Capitán Armando Salazar   |                                     |                           |                           |                          | Javier Bardem                 |
| Henry Turner              |                                     |                           | Dominic Scott Kay         |                          | Brenton Thwaites              |
| Carina Smyth              |                                     |                           |                           |                          | Kaya Scodelario               |
| Tío Jack                  |                                     |                           |                           |                          | Paul McCartney                |
| Jack el Mono              | Tara Levi                           | Boo Boo Mercedes          | Boo Boo Mercedes          | Boo Boo Mercedes         | Boo Boo Mercedes              |
| Loro de Cotton            | Christopher S. Capp (voz)           | Christopher S. Capp (voz) | Christopher S. Capp (voz) |                          |                               |
| Perro de la prisión       | Twister                             | Chopper                   | Chopper                   |                          |                               |

### Elenco realizador
| Equipo/detalles          | Película                                                                                                  | Película                            | Película                            | Película                                                               | Película                                                            |
| Equipo/detalles          | The Curse of the Black Pearl (2003)                                                                       | Dead Man's Chest (2006)             | At World's End (2007)               | On Stranger Tides (2011)                                               | Dead Men Tell No Tales (2017)                                       |
| ------------------------ | --- | ----------------------------------- | ----------------------------------- | ---------------------------------------------------------------------- | ------------------------------------------------------------------- |
| Director(es)             | Gore Verbinski                                                                                            | Gore Verbinski                      | Gore Verbinski                      | Rob Marshall                                                           | Joachim Rønning y Espen Sandberg                                    |
| Productor                | Jerry Bruckheimer                                                                                         | Jerry Bruckheimer                   | Jerry Bruckheimer                   | Jerry Bruckheimer                                                      | Jerry Bruckheimer                                                   |
| Guionista (s)            | Guion por: Ted Elliott y Terry Rossio Historia por: Ted Elliott y Terry Rossio Stuart Beattie Jay Wolpert | Ted Elliott y Terry Rossio          | Ted Elliott y Terry Rossio          | Ted Elliott y Terry Rossio Basada en: On Stranger Tides, de Tim Powers | Guion por: Jeff Nathanson Historia por: Jeff Nathanson Terry Rossio |
| Compositor(s)            | Klaus Badelt y Hans Zimmer                                                                                | Hans Zimmer                         | Hans Zimmer                         | Hans Zimmer con Rodrigo y Gabriela                                     | Geoff Zanelli                                                       |
| Fotógrafo                | Dariusz Wolski                                                                                            | Dariusz Wolski                      | Dariusz Wolski                      | Dariusz Wolski                                                         | Paul Cameron                                                        |
| Distribuidor             | Walt Disney Studios Motion Pictures                                                                       | Walt Disney Studios Motion Pictures | Walt Disney Studios Motion Pictures | Walt Disney Studios Motion Pictures                                    | Walt Disney Studios Motion Pictures                                 |
| Duración                 | 143 minutos                                                                                               | 150 minutos                         | 169 minutos                         | 136 minutos                                                            | 129 minutos                                                         |
| Clasificación de la MPAA | PG-13 | PG-13                               | PG-13                               | PG-13                                                                  | PG-13                                                               |

## Escenarios y barcos

### Escenarios principales
- Port Royal. La capital del comercio marítimo durante el siglo XVII en la Jamaica inglesa (actual Jamaica) aparece como localización principal dentro de la trilogía, preservando el mismo carácter histórico dentro del argumento. Es también el sitio donde se localiza la Compañía Británica de las Indias Orientales, por lo que sus puertos suelen estar resguardados frecuentemente por elementos al servicio de la Marina Real Británica, conformando un territorio, al principio, gobernado por Weatherby Swann -padre de Elizabeth -.
- Isla de la Muerte. Isla oculta ante la geografía cartográfica donde, el entonces sublevado capitán del Perla Negra, Héctor Barbossa y su tripulación esconden el tesoro azteca maldito de Hernán Cortés. Su aparición únicamente se limita al primer filme, pues a partir del quebrantamiento de la maldición, es mencionado brevemente en el segundo filme que desaparece en las profundidades del océano.
- Isla Tortuga. Isla real ubicada al norte de Haití y que pertenece a este país, habitada en ese entonces mayormente por piratas. Dentro del argumento en el primer filme, es el lugar idóneo para Jack Sparrow y Will Turner, quienes -a bordo del barco británico robado HSM Interceptor y perseguidos por Barbossa -, acuden ahí con el fin de reclutar su propia tripulación, finalmente integrada por Joshamee Gibbs, Anamaria, Cotton y Marty. Durante el segundo filme, Sparrow regresa a la isla junto a su nueva tripulación para reclutar a 99 marineros que, supuestamente, han de saldar su deuda con Davy Jones. Entre los contratados se encuentra James Norrington, quien, desahuciadamente, llega al puerto tras su fracaso intentando capturar a Sparrow y el Perla Negra -quienes lograron escapar al final del primer filme -. Finalmente en el tercer filme, Tortuga solo es mostrada en las últimas escenas, como el sitio donde Gibbs y Sparrow son abandonados por Barbossa -quien logra hacerse una vez más con el Perla Negra y su tripulación -.
- Pelegosto. Es la isla tropical adonde arriba Jack Sparrow y su tripulación a bordo del Perla Negra, en su intento por escapar del Kraken controlado por Jones para cobrar sus deudas alternas, incluida la suya. Sin embargo, al encontrarse habitada por una tribu caníbal que -al principio consagra erróneamente a Sparrow como su profético dios, pero al descubrir la inmiscuición de Jack -, trata de capturarlo junto a Will, Gibbs, Cotton, Marty y la restante tripulación.
- Isla Cruces. Isla abandonada donde Jones mantiene oculto el cofre que contiene su corazón latente, y adonde Sparrow, Norrington, Turner y Swann arriban para abrir dicho cofre y apoderarse del órgano extirpado con el cual únicamente puede ser manipulado, e incluso asesinado, el capitán de El holandés errante.
- El reino de Davy Jones. Consiste en una especie de purgatorio adonde llegan aquellos que han sido condenados por Davy Jones y han muerto en el océano. Debido al aprisionamiento de Sparrow en este lugar de condena tras su enfrentamiento directo con el Kraken, Tía Dalma resucita a Barbossa -quien fuera asesinado previamente por Jack en el primer filme -, que se une a la tripulación -incluida Dalma -, para guiarlos hasta el fin del mundo, la única manera de poder llegar a los dominios de Jones, liberar a Jack Sparrow y poder finalmente escapar con vida.
- Isla de los naufragios y Cala de los Naufragios. Fortaleza impenetrable mencionada durante la reunión de la hermandad pirata como posible opción para la batalla final entre los nueve lores piratas y las embarcaciones de la Compañía Británica de las Indias Orientales, siendo capaz de resistir múltiples sitios sin sufrir daños considerables en su estructura.
- Singapur. Es visitada por Barbossa y la tripulación a su cargo tras su resurrección, con el objetivo de encontrar a Sao Feng para robarle las cartas de navegación -que indican el camino para llegar al fin del mundo y salir de los dominios de Davy Jones -, embarcaciones y tripulación. Sin embargo, al ser asediados repentinamente por los oficiales de la Marina Real Británica, consiguen abandonar el lugar para emprender el recorrido hacía el fin del mundo.
- El Viejo San Juan, Castillo San Jerónimo, Isla Palominito e Isla Mona, en Puerto Rico. Lugar donde ocurre una parte de las escenas de On Stranger Tides.
- Florida. Lugar donde ocurre una de los hechos de On Stranger Tides, y donde se encuentra la Fuente de la Juventud.
- Londres. Ciudad donde el Rey Jorge II de Gran Bretaña recluta a Jack Sparrow (a cargo del capitán Héctor Barbossa) para buscar la Fuente de la Juventud, con el fin de conseguirla antes que los españoles.
- Cádiz. Lugar donde el Rey Fernando VI de España se entera de la existencia de la Fuente de la Juventud gracias al descubrimiento de Ponce de León.
- Triángulo del Diablo. Un lugar conformado por montañas tenebrosas en medio del océano, donde Jack Sparrow le tendió una trampa a Armando Salazar, capitán de la Armada Española, para dejarlo atrapado allí junto con su tripulación. Dicho lugar se desmorona en cuanto Jack se desprende de su brújula e inconscientemente libera a los fantasmas del Silent Mary.
- St. Martin. Una pequeña isla perteneciente al Imperio británico en donde habitaba Carina Smyth antes de su encuentro con Jack Sparrow y su tripulación. Está bajo el cuidado de Scarfield, un malévolo y avaricioso teniente de la armada.
- Hangman Bay. Lugar donde Jack Sparrow es forzado a contraer matrimonio, al que llega junto con Henry y Carina siendo perseguidos por Salazar.
- Isla de las Estrellas. Una isla con piedras preciosas que son la réplica exacta del firmamento, y a la que se puede llegar a través del Mapa que ningún hombre ha leído, en el diario de Galileo Galilei.
- Tumba de Poseidón. Un lugar bajo el océano al que se accede luego de pasar por la Isla de las Estrellas, siguiendo el mapa en el diario de Galileo Galilei. En dicho lugar, se encuentra la tumba del dios de los siete mares Poseidón y su tridente.

### Barcos

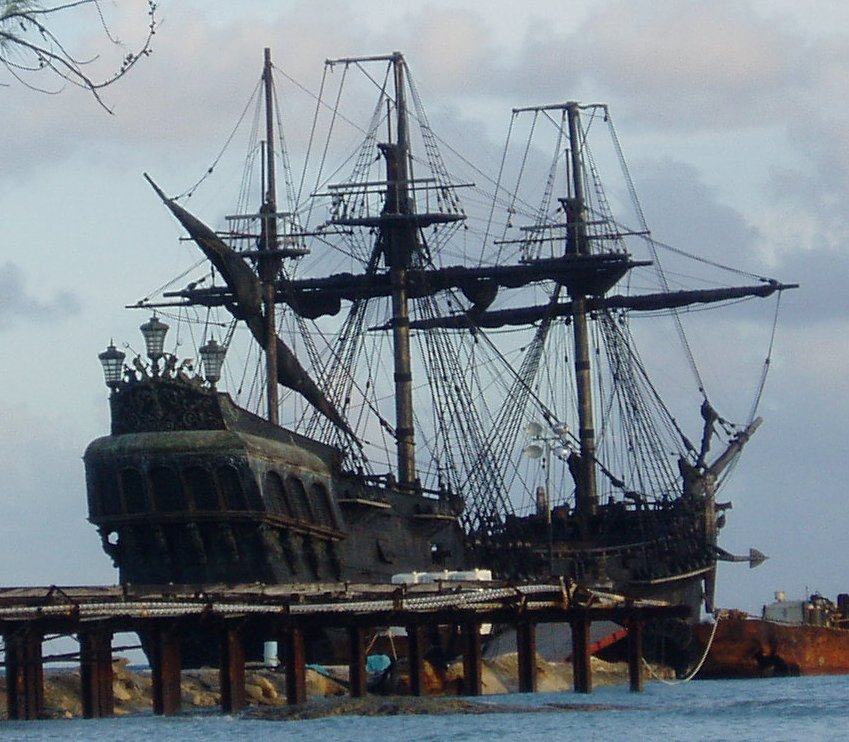
El Perla Negra es el barco capitaneado por Jack Sparrow.

- El Perla Negra. El barco más veloz de todos los mares, capitaneado en un principio por Jack Sparrow. Fue construido por encargo de la Compañía Británica de las Indias Orientales bajo el nombre inicial de The Wicked Winch. Se dice que era un navío de velas negras, siendo hundido por una afrenta entre Sparrow y Lord Cutler Beckett -para quien trabajaba como corsario inglés -. Posteriormente, fue "resucitado" por Davy Jones a través de un acuerdo por el cual Sparrow tendría que ser capitán del rebautizado Perla Negra por 13 años, tras los cuales debía servirle en el El Holandés Errante como integrante de la tripulación. Debido a que Jack intentó evadir el acuerdo, Jones envió al Kraken para hundir de nuevo el barco de Jack. Tras la desaparición física de Jack -cautivo en los dominios de Davy Jones -, Calipso fue a buscarlo junto a su intacto barco, logrando rescatarlo para iniciar la colosal batalla entre la Armada Inglesa y Davy Jones contra los piratas de cada uno de los mares del mundo. En ocasiones, el Perla Negra fue capitaneado por Will Turner, Héctor Barbossa y Elizabeth Swann; todos ellos tomaron su mando ante las ausencias de Jack como capitán del mismo.

- HMS Dauntless. Es el primer barco que aparece en la escena inicial del primer filme dentro de la serie. Pertenece a la Compañía Británica de las Indias Orientales, siendo capitaneado por James Norrington. Su encomienda más significativa es encontrar a Sparrow y su tripulación a bordo del Perla Negra para encarcelarlos por el delito de piratería.

- Interceptor. Calificado por la marina de Inglaterra como el barco más veloz en el mar Caribe, aunque cabe destacar que el Perla Negra es más rápido, como se demuestra en la persecución antes de la batalla que sostuvieron ambas naves. Aunque es capitaneado originalmente por Norrington, fue robado por Sparrow -e incluso obsequiado por éste a Ana María, una de sus amantes -. También fue capitaneado por Will Turner en la batalla antes mencionada.

- Edinburgh Trader. Es un barco alterno que está al mando del Capitán Bellamy, al cual aborda Elizabeth Swann para lograr trasladarse hasta Puerto Tortuga, en donde espera encontrarse con Turner. Después de que Turner roba la llave del cofre de Davy Jones, sube a bordo del mismo e intenta enfrentarse a El Holandés Errante, aunque el Kraken logra hundirlo por completo rápidamente.

- El Holandés Errante. Barco capitaneado por Davy Jones. Luego de su muerte, asume la capitanía Will Turner. Al principio, tiene la misión de servir como medio de traslado para su capitán en su encomienda de guiar a los espíritus de todos aquellos que han perecido en el mar. Sin embargo, debido a la renuncia de Jones de cumplir la enmienda tras enterarse de que Calypso, su enamorada, no lo esperó en el puerto como él esperaba, el barco sufre una conversión total, convirtiéndose entonces en un barco escalofriante con una tripulación destinada a servir en el barco durante un período de 100 años, aunque tras el transcurso de dicho período los tripulantes conforman la estructura del propio barco, permutando sus tejidos y órganos como parte del mismo. En la segunda entrega de la saga, mientras El Holandés Errante persigue al Perla Negra, se dice que contra el viento es capaz de atrapar a cualquier barco. Sin embargo, con el viento a favor, el Perla Negra sigue siendo el navío más veloz. En la tercera parte de la saga, se dice que el Perla Negra es el único barco capaz de dejar atrás a El Holandés Errante, por lo que se entiende que este es el segundo barco más rápido de los que surcan los mares.

- HMS Endeavour. Capitaneado por Lord Cutler Beckett, al final es hundido por El Holandés Errante (capitaneado por Will Turner) y el Perla Negra (capitaneado por Jack Sparrow).

- Emperatriz. Capitaneado por Sao Feng. Tras la muerte repentina de éste a causa de un ataque sorpresivo de El Holandés Errante, es capitaneado por Elizabeth Swann.

- El Venganza de la Reina Anna. El terrorífico barco de Edward Teach, "Barbanegra". Es capitaneado por Barbossa tras la muerte de Barbanegra.

- El Santiago. El barco de Ponce de León. Está escondido en una montaña. Tiene que tener equilibrado el mismo peso de cada lado o caería hacia la playa.

- HMS Providence. Barco que usan Barbossa y los soldados del rey de Inglaterra para ir a la Bahía de Caboblanco. Es hundido allí por las sirenas lleno de hombres del rey.

- Dying Gull. Pequeño barco desgastado que es capitaneado por Jack Sparrow y conformado por su tripulación en reemplazo temporal del Perla Negra.

- Silent Mary. Un antiguo barco de la Armada Española que fue capitaneado por Armando Salazar, quedando atrapado en el Triángulo del Diablo por obra de Jack Sparrow. Resurge como una embarcación fantasma aparentemente desmoronada, de aspecto tenebroso y esquelético.

- Monarch. Barco de la Marina Británica donde tripulaba Henry Turner.

- Essex. Barco británico propiedad del teniente Scarfield.

## Alianzas y código pirata

### Alianzas
• East India Trading Company
• Marina Real Británica
• Corte de Brethren • Imperio español
• Cofradía de los Hermanos de la Costa

### Código pirata
Durante toda la saga los piratas parecen seguir un código de conducta específico para piratas, que consiste en "unas directrices" a seguir para un buen orden en esa anárquica sociedad de filibusteros. El código al que hacen referencia es un Código pirata recopilado por los famosos piratas Henry Morgan y Bartholomew Roberts. Ambos redactaron códigos pirata, y el de la saga de películas parece ser un código donde se recopilan los siguientes acuerdos.
I- Tenemos derecho a declarar "Parlamento" en cuanto a la persona que lo pronuncie será llevada ante el capitán de los enemigos para llevar a cabo negociaciones estando desarmado por su tripulación hasta llegar a un acuerdo.
II- Aquel que caiga detrás se deja atrás.
III- Coge todo lo que puedas, no dejes nada de vuelta.
IV- Se dejará al pirata abandonado con una pistola y un único disparó para acabar con su vida si corre el miedo de morir de hambre.
V- Solo el rey de los piratas será capaz de declarar la guerra y durante la guerra solo el rey de los piratas podrá declarar el "Parlamento".
VI- El rey de los piratas será elegido por los nueve señores piratas con una pluralidad necesaria para la elección, cualquiera que sea encontrado sobornado se le disparará y matará.
VII- Combate para huir.
VIII- Honestamente es la mejor política para alguien más.
IX- Estate seguro de que el Ron nunca falta y nunca intercambien el Ron.
X- En caso de duda, dispara al mono (si es un no-muerto).

## Principales productos y mercadotecnia

### Bandas sonoras
- Piratas del Caribe (álbum) (2000) - 25 canciones + 3 pistas extra.
- Pirates of the Caribbean: The Curse of the Black Pearl (banda sonora original) (2003) - 15 pistas.
- Pirates Remixed (extended play) (2006) - 9 pistas.
- Pirates of the Caribbean: Dead Man's Chest (banda sonora) (2006) - 12 pistas + 5 bonus.
- Piratas del Caribe: en el fin del mundo (banda sonora) (2007) - 13 pistas.
- Piratas del Caribe: en el fin del mundo Remix (extended play) (2007) - 5 pistas.
- Piratas del Caribe: Soundtracks Treasures Collection (recopilación de bandas sonoras) (2007) - 4 discos con 55 pistas y un DVD bonus con 3 capítulos acerca de la composición musical de las bandas sonoras en las películas de Piratas del Caribe.
- Pirates of the Caribbean: On Stranger Tides (banda sonora) (2011) - 18 pistas.
- Pirates of the Caribbean: Dead Men Tell No Tales (banda sonora) (2017) - 18 pistas.

### Videojuegos
| Título                                               | Año       | Consola                                                             | Detalles |
| ---------------------------------------------------- | --------- | ------------------------------------------------------------------- | --- |
| Adventures in the Magic Kingdom                      | 1992      | Nintendo NES                                                        | El juego está basado íntegramente en las secciones temáticas de Disneyland, entre ellas la de Piratas del Caribe                         |
| Magical Racing Tour                                  | 2000      | Dreamcast, Game Boy Color, PC, PlayStation                          | Versión semejante a la anterior, sin embargo aquí se trata de carreras múltiples a través de los escenarios virtuales del Magic Kingdom. |
| Piratas del Caribe                                   | 2003      | Game Boy Advance, teléfono móvil, PC, Xbox                          | El primer juego inspirado totalmente en la franquicia, y sacado a la venta a la par del lanzamiento del primer film de la saga.          |
| Kingdom Hearts II                                    | 2005-2006 | PlayStation 2                                                       | En el juego aparecen dos locaciones esenciales en la adaptación fílmica: Port Royal e Isla de Muerta. Fue desarrollado por Square Enix.  |
| Pirates of the Caribbean: The Legend of Jack Sparrow | 2006      | PlayStation 2, PC                                                   | El juego sigue las aventuras del capitán protagonista de la franquicia después de la primera aventura.                                   |
| Pirates of the Caribbean Multiplayer Mobile          | 2006      | Teléfono móvil                                                      | Fue el tercer juego multijugador en tiempo real existente para celulares.                                                                |
| Pirates of the Caribbean: Dead Man's Chest           | 2006      | Game Boy Advance, Nintendo DS, PSP                                  | Aventuras interactivas no incluidas en la película.                                                                                      |
| Pirates of the Caribbean: At World's End             | 2007      | Nintendo DS, PC, PlayStation 3, PSP, PlayStation 2, Wii, Xbox 360   | Lanzado al mismo tiempo que la película.                                                                                                 |
| Pirates of the Caribbean Online                      | 2007      | Online                                                              | Juego freeware multijugador en tiempo real creado por Disney para los sistemas Windows 2000, XP y Vista.                                 |
| Lego Pirates of the Caribbean: The Video Game        | 2011      | Nintendo DS, Nintendo 3DS, PC, PlayStation 3, PSP, Wii, Xbox 360    | Juego ambientado en la cuarta película de la saga, incluyendo muchos escenarios y combates con el humor y estilo de las sagas de Lego.   |
| Disney Infinity (set de juego de Piratas del Caribe) | 2013      | PlayStation 3, Nintendo 3DS, Xbox 360, Nintendo Wii U, Nintendo Wii | Juego ambientado en toda la saga de Piratas del Caribe, incluyendo muchos escenarios y combates de las películas.                        |
| Kingdom Hearts III                                   | 2019      | PlayStation 4, Xbox One                                             | Juego basado en la trama de la película Piratas del Caribe: en el fin del mundo, desarrollado por Square Enix.                           |

- Además de los videojuegos oficiales que se han comercializado a partir de 1992, han surgido algunas versiones inspiradas por la atracción original de Disneyland -en la cual también se basa la franquicia fílmica-.

- En julio de 2003 - tiempo en que La maldición del Perla Negra se estrenaba en Hispanoamérica -, la compañía rusa desarrolladora de software Akella, desarrolló un videojuego -al principio llamado Sea Dogs II, posteriormente renombrado como Pirates of the Caribbean - para PC y Xbox basado en el argumento de la primera película, bajo licencia de la Disney Company.
- En el 2000, Walt Disney World Resort en Florida estrenó la atracción mecánica Pirates of the Caribbean: Battle for Buccaneer Gold, la cual consiste en que los visitantes al parque comandan su propio barco pirata virtual tratando de hundir en batalla a los barcos adversarios.
- El diseñador de software Ron Gilbert afirmó que el videojuego The Secret of Monkey Island -desarrollado por LucasArts en 1990 -, además de estar basado en el libro En costas extrañas, está basado en la atracción de Pirates of the Caribbean de Disneyland, al igual que la serie derivada bajo el título Monkey Island -conformada por el juego ya mencionado y sus secuelas Monkey Island 2: LeChuck's Revenge (1991), The Curse of Monkey Island (1997) y, finalmente, Escape from Monkey Island (2000) -.
- Una edición especial del juego de mesa Monopoly sobre Piratas del Caribe fue sacada a la venta.
- Una versión alterna del juego Batalla Naval basada en la franquicia de Piratas del Caribe fue producida por Hasbro bajo el título de Battleship Command.

## Recepción

### Taquilla
| Película | Fecha de estreno   | Taquilla bruta (en dólares) | Taquilla bruta (en dólares) | Taquilla bruta (en dólares) | Ranking de taquilla              | Ranking de taquilla              | Presupuesto (en dólares) | Ref(s) |
| Película | Fecha de estreno   | Norteamérica                | Otros territorios           | Todo el mundo               | Todos los tiempos (Norteamérica) | Todos los tiempos (mundialmente) | Presupuesto (en dólares) | Ref(s) |
| --- | ------------------ | --------------------------- | --------------------------- | --------------------------- | -------------------------------- | -------------------------------- | ------------------------ | ------ |
| The Curse of the Black Pearl | 9 de julio de 2003 | $305,413,918                | $348,850,097                | $654,264,015                | #81 #108(A)                      | #133                             | $140 000 000             | [ 25 ] |
| Dead Man's Chest | 7 de julio de 2006 | $654,315,812                | $967,863,913                | $1,409,179,725              | #25 #53(A)                       | #32                              | $225 000 000             | [ 26 ] |
| At World's End | 25 de mayo de 2007 | $500,420,425                | $1,097,576,067              | $1,358,996,492              | #78 #142(A)                      | #48                              | $300 000 000             | [ 27 ] |
| On Stranger Tides | 20 de mayo de 2011 | $483,071,802                | $871,642,000                | $1,298,713,802              | #138                             | #35                              | $250 000 000             | [ 28 ] |
| Dead Men Tell No Tales | 25 de mayo de 2017 | $702,558,876                | $911,302,918                | $1,306,861,794              | #255                             | #69                              | $230 000 000             | [ 29 ] |
| Total | Total              | $ 2,644,794,649             | $ 4,193,221,179             | $ 6,023,015,828             | #13                              | #12                              | $1 070 000 000           | [ 30 ] |
| Lista de indicadores - (A) Indica los totales con ajustes, basados en los precios actuales de los tickets (calculado por Box Office Mojo). |                    |                             |                             |                             |                                  |                                  |                          |        |

### Crítica
| Película                                               | Rotten Tomatoes   | Rotten Tomatoes      | Rotten Tomatoes        | Metacritic      | IMDb                | FilmAffinity        | CinemaScore |
| Película                                               | Críticos          | Críticos importantes | Audiencia              | Metacritic      | IMDb                | FilmAffinity        | CinemaScore |
| ------------------------------------------------------ | ----------------- | -------------------- | ---------------------- | --------------- | ------------------- | ------------------- | ----------- |
| Pirates of the Caribbean: The Curse of the Black Pearl | 80% (210 reseñas) | 65% (43 reseñas)     | 86% (33 123 926 votos) | 63 (40 reseñas) | 8.1 (893 007 votos) | 7.3 (145 514 votos) | A           |
| Pirates of the Caribbean: Dead Man's Chest             | 87% (220 reseñas) | 84% (46 reseñas)     | 90% (1 846 335 votos)  | 83 (37 reseñas) | 8.0 (913 583 votos) | 7.3 (91 983 votos)  | A+          |
| Piratas del Caribe: en el fin del mundo                | 87% (220 reseñas) | 80% (46 reseñas)     | 85% (2 737 220 votos)  | 85 (36 reseñas) | 9.0 (920 525 votos) | 7.4 (81 174 votos)  | A+          |
| Pirates of the Caribbean: On Stranger Tides            | 70% (260 reseñas) | 70% (44 reseñas)     | 77% (198 377 votos)    | 65 (39 reseñas) | 7.0 (864 325 votos) | 6.0 (48 362 votos)  | A-          |
| Piratas del Caribe: La venganza de Salazar             | 75% (182 reseñas) | 73% (36 reseñas)     | 81% (115 578 votos)    | 70 (44 reseñas) | 7.2 (859 465 votos) | 6.7 (1 308 votos)   | A           |
| Promedio                                               | 78%               | 74%                  | 83%                    | 73              | 7.8                 | 7.0                 | A           |

## Inexactitudes históricas
- En las películas el término "vos" del castellano era ya anticuado en la década de 1750, y en su lugar se utilizaba el término "usted" en el idioma español. Los dos términos competían durante el siglo XVIII, siendo "usted" el usado mayormente a partir del siglo XIX.
- La Compañía de las Indias Orientales no estableció operaciones comerciales en el Mar Caribe hasta bien entrado el siglo XIX, con el comercio de esclavos británico.[42]
- En Piratas del Caribe: La venganza de Salazar, Carina Smyth está a punto de ser ejecutada por brujería, pero se supone que en el año 1751 (año en el que se ambienta la película), aunque la brujería seguía siendo un delito, ya no se realizaban ejecuciones contra esta práctica, debido a que una ley de 1735 abolía por completo estas ejecuciones, sustituyéndolas por años de cárcel. Tampoco en el Reino Unido se discriminaba tanto a los pensadores ni se les ejecutaba sea por brujería o herejía, ya que en ese momento era un país más liberal.
- En Pirates of the Caribbean: On Stranger Tides aparece la bandera inglesa adoptada después del Acta Unión de 1800, aunque la película transcurre en un momento anterior.
- En The Curse of the Black Pearl y en Dead Man's Chest, aparece el capitán Barbossa comiendo manzana verde Granny Smith, variedad que no se creó hasta finales de 1867-68, unos 130-131 años después de la época en la que se desarrolla la saga.
- En The Curse of the Black Pearl, una de las localidades principales es Port Royal, lo cual es erróneo, ya que dicha ciudad fue arrasada por un terremoto en 1692 (30 años antes de la trama) y nunca se reconstruyó.
- Edward Teach, también conocido como Barba Negra murió en 1718, mucho antes de los acontecimientos de la película Pirates of the Caribbean: On Stranger Tides.